# Kim Chung-tae
Kim Chung-Tae, född 6 juli 1980, är en bågskytt från Sydkorea. Kim deltog vid olympiska sommarspelen 2000 i bågskytte.
Kim slutade som femma i den individuella tävlingen, och tog guld i lagtävlingen.